# Siemens ME45
Siemens ME45 — защищённый сотовый телефон фирмы Siemens 2001 года выпуска. В России аппарат получил прозвище Ме́ссер.

## Описание
Аппарат представляет собой немного изменённую версию Siemens S45. Основной особенностью аппарата стала степень защиты IP54, делавшая его одним из самых защищённых аппаратов своего времени. На его базе выпускались также взрывозащищённые модели.
Аппарат имел монохромный экран, поддерживал WAP и GPRS. Начинка аппарата была идентична аппарату Siemens S45, и при желании он может быть прошит его прошивкой. Основным преимуществом этой операции является появление клиента электронной почты.

## Ростест
- Ограниченная версия
- Ограниченная поставка в Россию с русифицированной клавиатурой на русском языке, но поставлялся на российский рынок с английской клавиатурой.
- Начало продаж - лето 2001 года.

## Прошивки
Всего для аппарата было выпущено более 22 последовательных версий прошивок. Большинство из них поддерживали русский язык. Уже 5 версия прошивки показывала достаточно стабильную работу, а начиная с 21 версии аппарат отличался от Siemens S45i только отсутствием email-клиента.

## Характеристики
| Общие характеристики                        | Общие характеристики                       |
| ------------------------------------------- | ------------------------------------------ |
| Диапазоны частот                            | GSM 900, GSM 1800                          |
| Тип корпуса                                 | моноблок                                   |
| Конструкция                                 | водозащита                                 |
| Антенна                                     | встроенная                                 |
| Вес                                         | 99 г                                       |
| Размеры                                     | 109x46x21 мм                               |
| Звонки                                      |                                            |
| Тип мелодий                                 | монофония                                  |
| Число мелодий                               | 38                                         |
| Виброзвонок                                 | есть                                       |
| Редактор мелодий                            | есть                                       |
| Связь                                       |                                            |
| Интерфейсы                                  | IRDA, COM-порт                             |
| Доступ в интернет                           | WAP 1.2.1, GPRS                            |
| Модем                                       | есть                                       |
| Синхронизация с компьютером                 | есть                                       |
| Сообщения                                   |                                            |
| Дополнительные функции SMS                  | ввод текста со словарём, шаблоны сообщений |
| EMS                                         | есть                                       |
| Другие функции                              |                                            |
| Громкая связь (встроенный динамик)          | есть                                       |
| Управление                                  | голосовой набор, голосовое управление      |
| Автодозвон                                  | есть                                       |
| Звуковая индикация времени разговора        | есть                                       |
| Режимы кодирования звука HR, FR, EFR        | есть                                       |
| Экран                                       |                                            |
| Тип экрана                                  | монохромный экран                          |
| Размер изображения                          | число строк — 7, 101x80 пикс.              |
| Русификация                                 | есть                                       |
| Индикация                                   | стоимости разговора, времени разговора     |
| Мультимедийные возможности                  |                                            |
| Встроенная фотокамера                       | нет                                        |
| Диктофон                                    | 180 сек                                    |
| Игры                                        | есть                                       |
| Питание                                     |                                            |
| Тип аккумулятора                            | Li-Ion                                     |
| Ёмкость аккумулятора                        | 840 мАч                                    |
| Время разговора                             | 6:00 ч: мин                                |
| Время ожидания                              | 300:00 ч: мин                              |
| Время заряда                                | 2:00 ч: мин                                |
| Записная книжка и органайзер                |                                            |
| Записная книжка в аппарате                  | 500 номеров                                |
| Поиск по книжке                             | есть                                       |
| Обмен между SIM-картой и внутренней памятью | есть                                       |
| Прямой (flash) набор                        | 9 номеров                                  |
| Органайзер                                  | будильник, калькулятор, планировщик задач  |

## Появления в фильмах
- Превосходство Борна — аппарат Джейсона Борна.
- Один дома 4 — фильм 2002 года.

## Похожие модели (по функциям)
- Sony Ericsson T290
- Sagem myX-3
- Samsung SGH-X120
- Siemens S46
- Nokia 6310